# Schloss Lysice

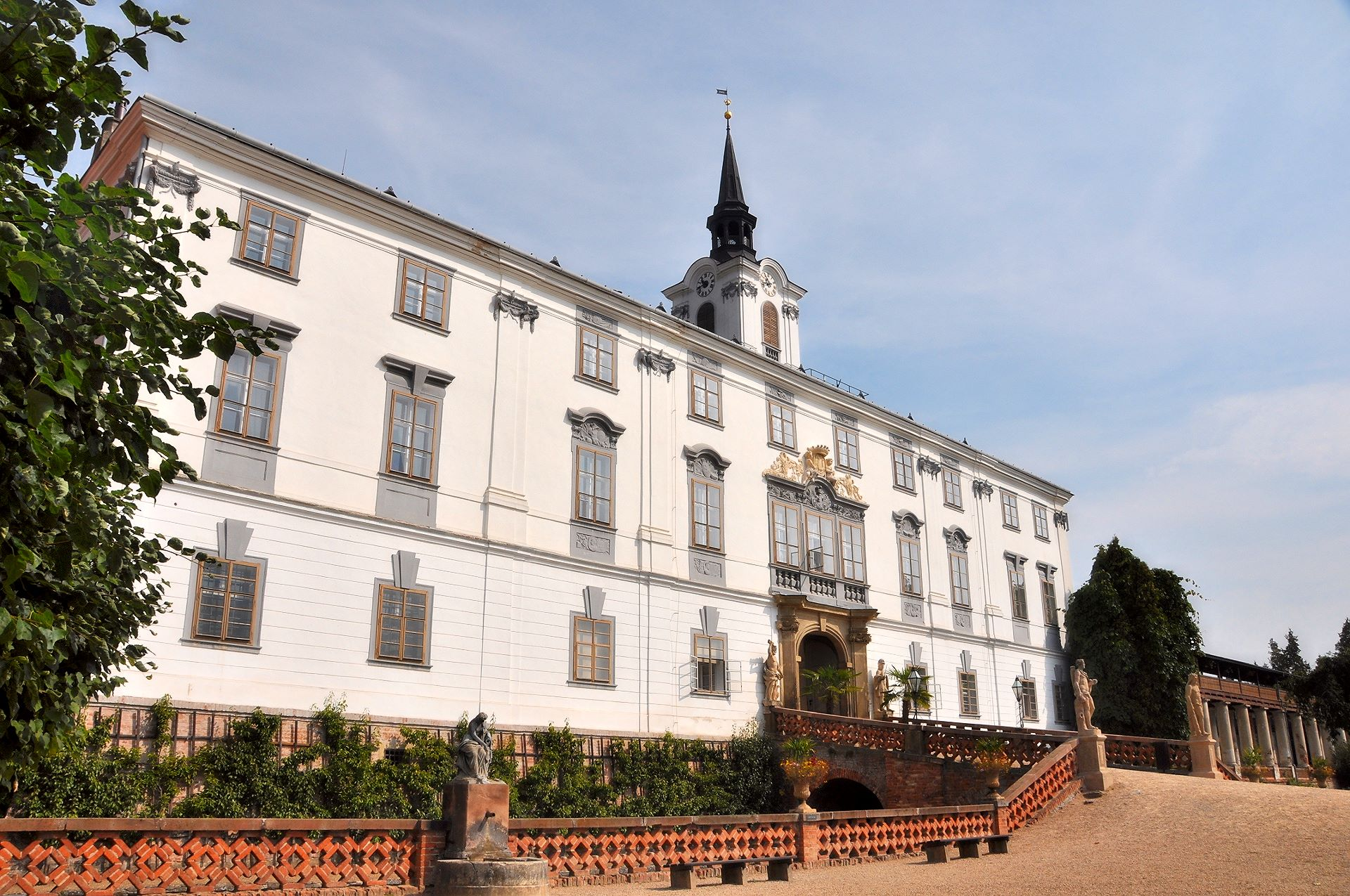
Schloss Lysice

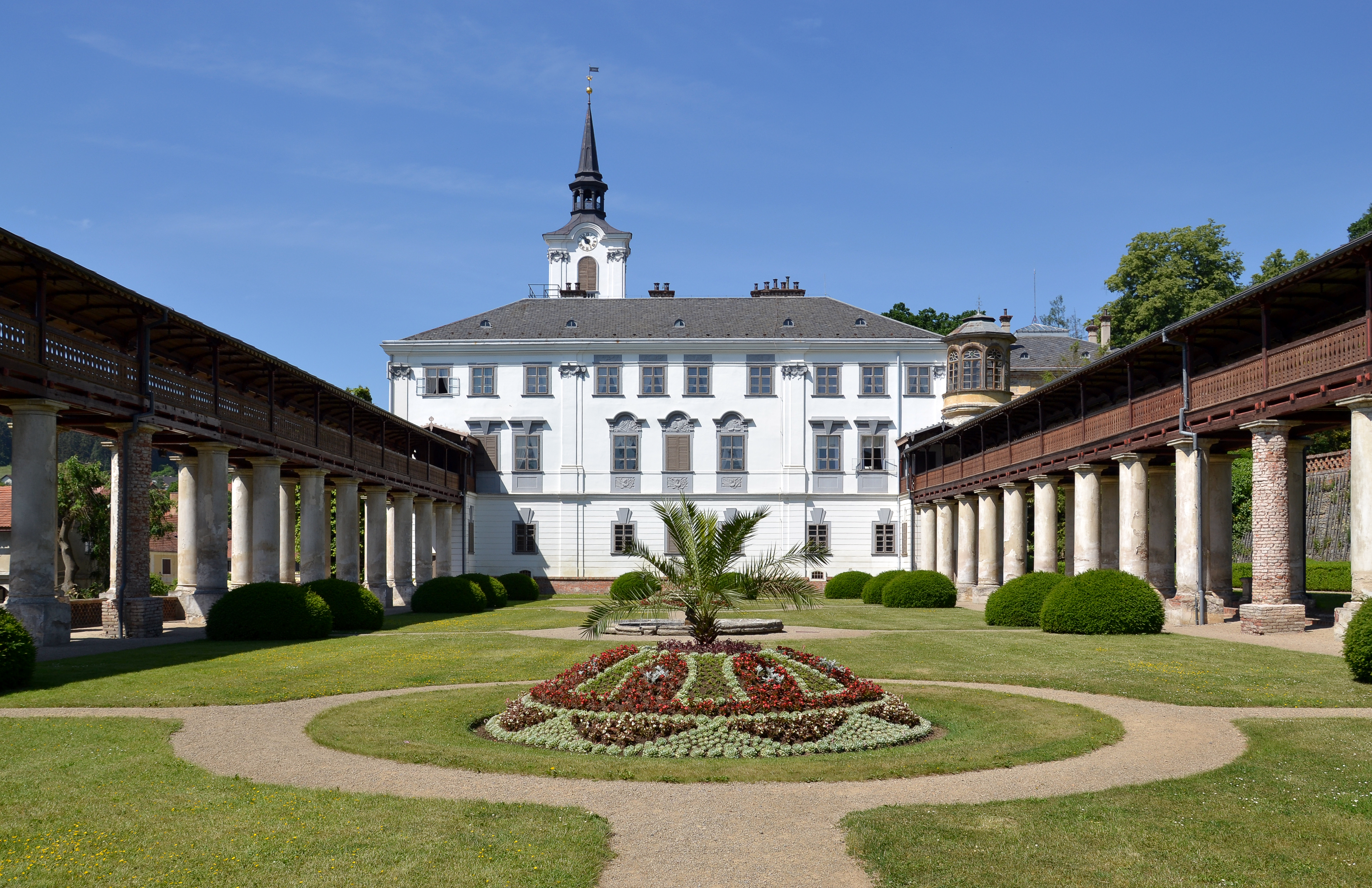
Schlossgarten

Schloss Lysice (deutsch Lissitz) ist eine Schlossanlage in Lysice im Okres Blansko in Tschechien.

## Besitzer
Das ursprüngliche Schloss gehörte der Familie Kunstadt. Belegt ist ein Gerhard von Kunstadt. Im Jahr 1351 folgt sein Sohn Kuno von Lyssecz, dieser war Beisitzer des Olmützer Landrechtes. Um 1370 nahm dieses Geschlecht der Kunstadt von der nahen Rychwald den Namen an. Nachfolgend finden sich verschiedene Name für die Besitzer: 1397 sind Jessek Pusska von Kunstadt, 1392 Proczek von Kunstadt-Lyssecz, nach 1420 Johann Boczek, von 1521 Ludwig Zagimacz von Kunstadt.
Nach den Kunstadt folgen von 1521 bis 1529 die Pernstein, dann die Czerncziczky von Kaczow bis 1584. Von nun an kommen raschem Wechsel verschiedener Besitzer durch Kaiser Leopold. Um 1685 erhalter die Serényi von Kis-Serény den Besitz. Drnowitz wird abgegeben und geht an Alexander Schläger von Schlägern.  1685 der Feldmarschall Johann Karl Serényi (1640–1691) der Besitzer, dann sein Neffe Franz Joseph von Serényi († 1705), dann dessen Bruder Anton († 1738). Dieser kauft Drnowitz wieder hinzu.
Der Besitz Lissitz und der Rittersitz Drnowitz wurden 1739 von den Erben an den Öberstkämmerer von Mähren Graf Leopold von Dietrichstein verkauft. Breits 1745 verkauft dieser Lissitz an Johann Piatti, Ritter von Drnowitz. Dessen Nachkomme Antonia Piatti (1773–1843) heiratet 1805 den Grafen Franz Dubsky von Trzebomislitz († 25. August 1812). Bis zum Ende der Monarchie verblieb das Schloss bei der Familie Dubsky.

## Bauliches
Die Festung aus dem 15. Jahrhundert wurde in der ersten Hälfte des 17. Jahrhunderts in ein Renaissanceschloss umgebaut. Nach 1730 erfolgte eine weitere Renovierung im Stil des Hochbarock. Die letzten adligen Besitzer waren im 19. Jahrhundert Mitglieder der Familie Dubský von Třebomyslice, die das Schloss in den 30er Jahren des 19. Jahrhunderts von dem hiesigen Baumeister F. Vašíček nochmals umbauen ließen. Nach dem Entwurf von F. J. Thalher entstand eine Säulen-Pergola, der den östlichen Teil des Schlossgartens abschließt.
Das Barock- und Rokokomobiliar wird durch Sammlungen böhmischen Glases und Kollektionen orientalischer Kunstgegenstände ergänzt. Hinzu kommt eine Sammlung von Waffen aus Europa und Japan sowie handgemalter Schießscheiben. Die schönste der drei Schlossbibliotheken ist der bekannten österreichischen Schriftstellerin Marie von Ebner-Eschenbach gewidmet.